# БТВ радио
bTV Radio е българска радиостанция, част от bTV Radio Group, собственост на Central European Media Enterprises.

## История
Радиото започва излъчване от 1 май 2009 г. в София, по-късно стартира и в Перник и Гоце Делчев. Програмата му се предава също чрез сателит на територията на цяла Европа. Радиото първоначално стартира като радио програма на телевизия PRO.BG – PRO.FM.
От 3 октомври 2011 г. е ребрандирано на едноименната радиостанция на телевизия bTV, излъчваща основната част от програмата на телевизията. bTV Radio излъчва в София на честота 101.10 MHz. От 2 ноември 2015 г. bTV Radio се излъчва и в: Бургас – 98.3 MHz, чрез честотите на радио „Гласът на Бургас“, Свищов – 94.7 MHz, във Велико Търново и Горна Оряховица – 88.9 MHz, чрез честотите на радио „Резонанс“. На 23 декември 2015 г. bTV Radio променя своята музикална визия, лого и нов девиз.
От 2017 г. радиото се излъчва в Кърджали на честота 98.8 MHz и Велинград на честота 106.8 MHz. На 21 януари 2019 г. започва излъчване и в Русе на 89.9 MHz.

## Радио емисии
понеделник – петък
- 14:00 ч. – bTV Новините – Радио емисия
- 15:00 ч. – bTV Новините – Радио емисия
- 16:00 ч. – bTV Новините – Радио емисия
- 18:00 ч. – bTV Новините – Радио емисия

събота
- 14:00 ч. – bTV Новините – Радио емисия
- 15:00 ч. – bTV Новините – Радио емисия
- 16:00 ч. – bTV Новините – Радио емисия
- 17:00 ч. – bTV Новините – Радио емисия
- 18:00 ч. – bTV Новините – Радио емисия

неделя
- 14:00 ч. – bTV Новините – Радио емисия
- 15:00 ч. – bTV Новините – Радио емисия
- 16:00 ч. – bTV Новините – Радио емисия

## Логотипи
- 2011 – 2015 г.
- 2015 – 2021 г.
- 2021 – понастоящем